# Satomi Hakkenden
Satomi Hakkenden è una miniserie TV o tanpatsu (un tipo speciale di dorama in due puntate) ispirato al romanzo storico Nansō satomi hakkenden del XIX secolo e ambientato nel periodo Sengoku.
Conosciuto come il più ampio romanzo basato sui Samurai della letteratura giapponese, la storia racconta la tragica storia d'amore e morte d'una bella principessa e le avventure eroiche al limite dell'auto-immolazione dei suoi otto fedelissimi samurai.

## Cast
- Hideaki Takizawa - Inuzuka Shino-Moritaka
- Yuta Komuro - Shino da bambino
- Haruka Ayase - Hamaji
- Ryūta Satō - Inukawa Sousuke-Yoshito
- Manabu Oshio - Inukai Genbachi-Nobumichi
- Shouei - Inuta Kobungo-Yasunori
- Ozawa Yukiyoshi as Inuyaama Dousetsu-Tadatomo
- Yū Yamada - Inusaka Keno-Tanetomo
- Ryo Katsuji - Inumura Daikaku-Masanori
- Shoon Yamashita - Inue Shinbei-Masashi
- Miho Kanno - Tamazusa
- Yukie Nakama - Fuse-hime
- Atsuro Watabe - Chuudaihoushi; Kanamari Daisuketakanori
- Kyozo Nagatsuka - Satomi Yoshizane
- Ren Ōsugi - Ougigaya Tsusadamasa
- Masaki Kyomoto - Ashikaga Shigeuji
- Tetsuya Takeda - Komiyama Ittouda
- Takanori Jinnai - Akaiwa Ikkaku
- Shirō Sano - Makuwari Daiki
- Rie Tomosaka - Funamushi
- Izumi Pinko as Kamezasa
- Shinji Yamashita - Sugikura Kisonosukeujimoto
- Kuranosuke Sasaki - Yamashita Sadagane
- Akio Kaneda - Yokobori Arimura
- Tak Sakaguchi - Ootasuke Tomo
- Fumiyo Kohinata - Ootsuka Hikiroku
- Seiichi Tanabe - Oboshisa Mojiro
- Ikkei Watanabe - Higami Kyuuroku
- Tetta Sugimoto - Inuzuka Bansaku
- Rieko Miura - Kumi
- Tomoka Kurokawa - Nui
- Hideo Ishiguro - schiavo di Makuwari Daiki